# آکادمی سلطنتی اسپانیا
آکادمی سلطنتی اسپانیا (به اسپانیایی: Real Academia Española، که به‌طور کلی به اختصار RAE نامیده می‌شود) مؤسسه سلطنتی رسمی اسپانیا با مأموریت تضمین ثبات زبان اسپانیایی است. این مرکز در مادرید، اسپانیا است و از طریق انجمن آکادمی‌های زبان اسپانیایی به آکادمی‌های زبان ملی در ۲۲ کشور اسپانیایی زبان دیگر وابسته است.
آکادمی سلطنتی اسپانیا خود را وقف برنامه‌ریزی زبانی با استفاده از نسخه‌های زبانی با هدف ارتقای وحدت زبانی در داخل و بین قلمروهای مختلف می‌کند تا یک استاندارد مشترک را تضمین کند. دستورالعمل‌های زبان پیشنهادی در تعدادی از آثار نشان داده شده‌است.